# 구암여자중학교
구암여자중학교는 경상남도 창원시에 있었던 공립 중학교이다.

## 학교 연혁
- 1984년 1월 30일: 개교
- 2017년 2월 28일: 폐교 및 구암중학교와 통합하여 "[통합]구암중학교" 교사 및 건물로 사용[1], 33년만에 폐업

## 참고 자료
- 구암여자중학교 - 한국교육학술정보원 학교알리미